# Kirchasch (Bockhorn)
Kirchasch ist ein Ortsteil der Gemeinde Bockhorn im Landkreis Erding in Oberbayern.

## Geografie
Das Kirchdorf liegt drei Kilometer südlich von Bockhorn auf einem Hügel im tertiären Isar-Inn-Hügelland (Erdinger Holzland). Der schmale und langgezogene Ortsbereich der sich 600 Meter lang an der Straße (Waldstraße) nach Obergeislbach hinzieht wird Entenloh bezeichnet.

## Geschichte
Aus dem Jahr 791 stammt die erste Erwähnung des Ortes. Im August 818 übergab der Bischof Andreas von Vicenza dem Freisinger Bischof Hitto seinen Besitz zu Asc. Die erste Erwähnung der Kirchascher Filialkirche stammt aus dem Jahr 1315.
Im Jahr 1818 kam Kirchasch mit dem Zweiten Gemeindeedikt zur Gemeinde Salmannskirchen. Im Zuge der Gebietsreform in Bayern wurden am 1. Januar 1972 die Gemeinden Bockhorn, Eschlbach, Grünbach und Salmannskirchen mit Kirchasch zur neuen Gemeinde Bockhorn zusammengelegt.

## Baudenkmäler
In der Liste der Baudenkmäler in Bockhorn (Oberbayern) wird die Filialkirche St. Martin aufgeführt, ein Saalkirche mit Zwiebelturm. Teile des Seitenschiffs stammen aus dem 14. Jahrhundert. Der Turm wurde von Johann Baptist Lethner um 1760 erbaut. 1965 erfolgte ein weitgehender Umbau.

## Verkehr
Am nördlichen Ortsrand führt die Staatsstraße 2084 von Freising über Erding und Dorfen nach Mühldorf am Inn vorbei.

Ortsansicht Kirchasch (ohne Ortsteil Entenloh) von Südwest
Ortsansicht Kirchasch von Nordwest